# Aïn Soltane (Bordj-Bou-Arreridj)
Pour les articles homonymes, voir Aïn Soltane.
Aïn Soltane  anciennement appelée Blondel, est une ville de 21 000[réf. nécessaire] habitants situé dans la Daïra de Medjana de la Wilaya de Bordj Bou Arreridj.

## Histoire
Le village de BLONDEL devenu AÏN SOLTANE à l’indépendance Culminant à 1045 mètres d’altitude, il est situé à environ 8 Km au Nord de BORDJ BOU ARRERIDJ, sur la w 42, en direction de BEJAIA.

## Géographie
Elle est située à 7 km du chef-lieu de la wilaya de Bordj Bou Arreridj.70 km de setif et 53 km de Bejaia.
Situé en petite kabyilie dans la chaîne des bibans